# Хана Чубач
Хана Чубач (укр. Ганна Чубач; Виничка област, 6. јануар 1941 — 19. фебруар 2019) је била украјинска песникиња и заслужни уметник Украјине. Од 1971. године је била члан Националне уније писаца Украјине.

## Биографија
Рођена је 6. јануара 1941. у селу Плоске у Виничкој области, у Украјинској Совјетској Социјалистичкој Републици. По завршетку средње и вечерње школе, 1959. године, се преселила са супругом у Кијев где је дипломирала на Украјинској академији штампарства. Радила је као новинарка у неколико папирних медија 1970—1980. У том периоду је започела каријеру као писац књижевности за децу. Године 2016. је добила награду Лесје Украинке. Ауторка је око шездесет књига и више од петсто песама. Преминула је 19. фебруара 2019.